# Cueta perpunctata
Cueta perpunctata är en insektsart som först beskrevs av Banks 1931.  Cueta perpunctata ingår i släktet Cueta och familjen myrlejonsländor. Inga underarter finns listade i Catalogue of Life.